# Richard Evenlind
Richard Evenlind, född 1966, är en svensk sångare och låtskrivare. Han var under 80-talet medlem i rockgruppen Criss 99 som släppte ett album och flera singlar samt medverkade i filmen "Stockholmsnatt" och på Kee Marcellos biståndsprojekt Swedish Metal Aid. Mellan 1989 och 1992 släppte han ett par solosinglar, bland annat under artistnamnet Ricco. En av dem var låten Can't Say Goodbye som fanns med på soundtracket till filmen Ha ett underbart liv. Han har en son med sångerskan Erika (Norberg som ogift). Evenlind skrev låtar, producerade och spelade gitarr i Stockholmsbandet 5th Sonic Brigade.

## Diskografi
| År   | Artist                   | CD/LP                             | CD-singel/7"/12"                 | VHS/DVD                         | Bolag                    |
| ---- | ------------------------ | --------------------------------- | -------------------------------- | ------------------------------- | ------------------------ |
| 1984 | Criss 99                 |                                   | Running 7"                       |                                 | Sonet                    |
| 1985 | Criss 99                 |                                   | New Commanders 7"                |                                 | Sonet                    |
| 1985 | Criss 99                 |                                   | New Commanders 12"               |                                 | Sonet                    |
| 1986 | Criss 99                 | Non Stop Heroes (LP)              |                                  |                                 | Sonet                    |
| 1986 | Criss 99                 |                                   | Non Stop Hero 7"                 |                                 | Sonet                    |
| 1986 | Criss 99                 |                                   | The Rebels                       |                                 | Sonet                    |
| 1986 | Criss 99                 |                                   | The Rebels 12"                   |                                 | Sonet                    |
| 1987 | Criss 99                 | Stockholmsnatt (Soundtrack)       |                                  | Stockholmsnatt (VHS)            | Sonet                    |
| 1987 | Criss 99                 |                                   | New Commanders (Re-Issue) 7"     |                                 | Sonet                    |
| 1987 | Criss 99                 | Criss 99 (LP)                     |                                  |                                 | Sonet                    |
| 1989 | Richard                  |                                   | Mamy Blue                        |                                 | Sonet                    |
| 1990 | Richard Evenlind         |                                   | C'mon Let's Go                   |                                 | Sonet                    |
| 1991 | Ricco                    |                                   | On A Sunny Day                   |                                 | Sonet                    |
| 1991 | Ricco                    |                                   |                                  | Ha Ett Underbart Liv (VHS)      | Sonet/SF                 |
| 1992 | Ricco                    | Ha Ett Underbart Liv (Soundtrack) |                                  |                                 | Sonet                    |
| 1992 | Ricco                    |                                   | Can't Say Goodbye                |                                 | Sonet                    |
| 1994 | Christmas Crackers       |                                   | När Julen Kommer Till Stan       |                                 | Lionheart                |
| 1995 | Noice                    |                                   | Vild, vild värld                 |                                 | Gustafsberg Records      |
| 1995 | Noice                    | Vild, Vild Värld                  |                                  |                                 | Gustafsberg Records      |
| 2001 | Johanna Halvarsson       |                                   |                                  | Ghost World (Soundtrack)        | Icon Home Entertainment  |
| 2003 | Noice                    | Noice Forever Hits 1979-2003      |                                  |                                 | Universal                |
| 2003 | Noice                    | Samlat Oljud                      |                                  |                                 | CMT Music                |
| 2004 | Johanna Halvarsson       |                                   |                                  | A Cinderella Story (Soundtrack) | Warner Home Video        |
| 2004 | Marcus Öhrn              |                                   | Ut I Natten                      |                                 | Mariann Grammofon        |
| 2004 | Noice                    | 2004                              |                                  |                                 | Mariann Grammofon        |
| 2004 | Cherry Red               | The Record                        |                                  |                                 |                          |
| 2005 | Noice                    |                                   |                                  | Officiell Bootleg Live          | CTV                      |
| 2005 | Noice                    | Live 1979 + 1995                  |                                  |                                 | Sveriges Radio Records   |
| 2005 | Criss 99                 |                                   |                                  | Stockholmsnatt (DVD)            | Defender/SF              |
| 2005 | Öhrn                     |                                   | Nu Och För Alltid                |                                 | Palladium Records        |
| 2008 | Sonic Tonic Incorporated |                                   | Sonic Tonic Incorporated (EP)    |                                 | Sonic Slut Records       |
| 2008 | 5th Sonic Brigade        |                                   | Kiss Of Death                    |                                 | OMM / SPD                |
| 2009 | 5th Sonic Brigade        |                                   | Stop! (Special Rockstar Edition) |                                 | OMM / SPD                |
| 2009 | 5th Sonic Brigade        |                                   | The Whooo Song                   |                                 | OMM / SPD                |
| 2015 | Dopemonster              | Mono                              | Low                              |                                 | Polecat radar recordings |